# Philip J. Fry
Philip J. Fry är huvudperson i Matt Groenings serie Futurama som finns i åtta säsonger. I den animerade serien gör Billy West Frys röst.
Philip J. Fry är född 9 augusti 1974. På High School överlevde han tre hjärtattacker som han fick genom att dricka 100 burkar cola i veckan. Efter att ha hoppat av Coney Island College tog han tre års semester, vilken han tillbringade mest genom att titta på TV. Han visste att det en dag skulle hjälpa honom att rädda världen. 
Efter semestern fick han jobb som pizzabud på Panuccis Pizza, ett jobb han hatade. Under en pizzaleverans den 31 december 1999 råkade han bli infrusen i 1000 år. 
När han vaknar upp den 31 december 2999 blir han bekant med sin 149 år gamla brorsons brorsons brorsons brorsons... professor Farnsworth som är hans enda levande släkting. Han driver en budfirma och anställer Fry, den enögde mutanten Leela (som Fry har en obesvarad kärlek till, dock besvarades den i slutet av filmen Into the Wild Green Yonder) och den kleptomaniske, sexmissbrukande och alkoholiserade roboten Bender som bud.
Fry bor i garderoben hos Bender i ett höghus för robotar. På fritiden (och på den mesta av sin arbetstid) tittar han på tv och dricker många burkar i veckan av den fiktiva drycker Slurm som produceras av en maskrumpa.